# Leptocarpus
Leptocarpus là một chi thực vật có hoa trong họ Restionaceae.